# Trebisăuți, Briceni
Trebisăuți este un sat din raionul Briceni, Republica Moldova.

## Istorie
Prima mențiune scrisă a sătulului Trebisăuți este notată într-un hrisov emis de Alexandru Lăpușneanu prin care întărește Iui popa Cozma ocine în satele Turbureni, Oncani (în prezent înglobate în Botoșani), unde a fost jude Man, și Tribisiuții:
„Din mila lui Dumnezeu, noi Alexandru voievod, domn al Țării Moldovei. Facem cunoscut cu această carte a noastră cui o va vedea sau o va auzi cetindu-se, că au venit înaintea noastră și înaintea boierilor noștri slugile noastre Gavril și fratele său Isac, fiii lui Maxim Udrea, de bună voia lor, nesiliți de nimeni, nici asupriți și au vândut ocina lor dreaptă și din privilegiul de schimb, ce a avut tatăl lor Maxin Udrea cu nepoții săi de soră Mărcușa și Anița și Ion, copiii lui Mihul, dela fratele domniei mele Ștefan voievod cel Tânăr și din privilegiul ce au avut ei dela bunicul domniei mele Alexandru voievod, patru părți din satul unde a fost Mihăilă, în Dobrova, unde sunt Huhurezii, care acum se numește Turburenii și patru părți din jumătatea satului lui Bârsan, unde a fost jude Man, care se chiamă Oncanii, din partea de sus, ce este despre Botușani; și iarăși și a cincea parte din aceste două sate, din Oncani și din Turbureni, cu iaz și cu moară, pe care le-a cumpărat tatăl loi Maxin Udrea dela Dragoș, fiul Fedcăi, nepotul Oancei. Și deasemeni satul Tribisiuții, din privilegiul de împărțire, ce a avut tatăl lor Udrea cu verii lor dela fratele domniei mele Ștefan voievod cel Tânăr, care le-a revenit în partea lor și au vândut rugătorului nostru lui popa Cozma, pentru 1200 zloți tătărești.

...

Iar pentru mai mare putere și întărire a tuturor celor mai sus scrise, am poruncit credinciosului nostru pan Moghilă logofăt să scrie și să atârne pecetea noastră la această carte a noastră.

A scris Cracalei Căpotescul în Iași, în anul 7063 <1555>, luna Martie 13 zile.”

## Demografie

### Structura etnică
Structura etnică a satului conform recensământului populației din 2004:
| Grup etnic         | Populație | % Procentaj |
| ------------------ | --------- | ----------- |
| Moldoveni / Români | 2.008     | 97,34%      |
| Ucraineni          | 36        | 1,75%       |
| Ruși               | 17        | 0,82%       |
| Alții              | 2         | 0,1%        |
| Total              | 2.063     | 100%        |

## Administrație și politică
Componența Consiliului local Trebisăuți (11 consilieri), ales la 5 noiembrie 2023, este următoarea:
|  | Partid                                       | Consilieri | Componență | Componență | Componență | Componență | Componență | Componență | Componență | Componență | Componență | Componență |
|  | -------------------------------------------- | ---------- | ---------- | ---------- | ---------- | ---------- | ---------- | ---------- | ---------- | ---------- | ---------- | ---------- |
|  | Partidul Socialiștilor din Republica Moldova | 10         |            |            |            |            |            |            |            |            |            |            |
|  | Partidul Acțiune și Solidaritate             | 1          |            |            |            |            |            |            |            |            |            |            |